# Venezuela en los Juegos Mundiales de Breslavia 2017
Venezuela fue uno de los 102 países que participaron en los Juegos Mundiales de 2017 celebrados en Breslavia, Polonia.
La delegación de Venezuela estuvo compuesta por un total de 19 atletas, 11 mujeres y 8 hombres, que compitieron en un total de cinco deportes.
Venezuela ganó un total de seis medallas en esta edición de los Juegos Mundiales, tres de plata y tres de bronce, con lo cual se colocó en la posición 45 del medallero general. Fue una medalla menos de lo que el país obtuvo en los Juegos Mundiales de 2013 celebrados en Cali, Colombia.
| Oro | Plata | Bronce |
| --- | ----- | ------ |
| 0   | 3     | 3      |

## Delegación

### Bolos
| Atleta                                  | Categoría  | Clasificación | Clasificación | Fase de grupos                        | Fase de grupos | Octavos de final | Octavos de final | Cuartos de final                  | Cuartos de final | Semifinal                           | Semifinal | Final/Medalla de bronce            | Final/Medalla de bronce | Posición         |
| Atleta                                  | Categoría  | Puntos        | Posición      | Oponente                              | Resultado      | Oponente         | Resultado        | Oponente                          | Resultado        | Oponente                            | Resultado | Oponente                           | Resultado               | Posición         |
| --------------------------------------- | ---------- | ------------- | ------------- | ------------------------------------- | -------------- | ---------------- | ---------------- | --------------------------------- | ---------------- | ----------------------------------- | --------- | ---------------------------------- | ----------------------- | ---------------- |
| Femenil                                 |            |               |               |                                       |                |                  |                  |                                   |                  |                                     |           |                                    |                         |                  |
| Patricia de Faria                       | Individual | 1380          | 9             | –                                     | –              | # Joey Yeo       | 2:1              | # Laura Beuthner                  | 0:2              | eliminada                           | eliminada | eliminada                          | eliminada               | eliminada        |
| Karen Marcano                           | Individual | 1337          | 13            | –                                     | –              | # Daria Pajak    | 0:2              | eliminada                         | eliminada        | eliminada                           | eliminada | eliminada                          | eliminada               | eliminada        |
| Patricia de Faria y Karen Marcano       | Dobles     | –             | –             | # Yuhong Zhang y Chunli Zhang         | 806:787        | –                | –                | # Eliisa Hintunen y Sanna Pasanen | 856:815          | # Rocío Restrepo y Clara Guerrero   | 866:947   | # Sandra Góngora y Tannya López    | 835:965                 | 4                |
| Patricia de Faria y Karen Marcano       | Dobles     | –             | –             | # Yu-Fen Pan y Hsin-Yi Tsai           | 869:825        | –                | –                | # Eliisa Hintunen y Sanna Pasanen | 856:815          | # Rocío Restrepo y Clara Guerrero   | 866:947   | # Sandra Góngora y Tannya López    | 835:965                 | 4                |
| Patricia de Faria y Karen Marcano       | Dobles     | –             | –             | # Laura Beuthner Birgit Poppler       | 778:913        | –                | –                | # Eliisa Hintunen y Sanna Pasanen | 856:815          | # Rocío Restrepo y Clara Guerrero   | 866:947   | # Sandra Góngora y Tannya López    | 835:965                 | 4                |
| Varonil                                 |            |               |               |                                       |                |                  |                  |                                   |                  |                                     |           |                                    |                         |                  |
| Massimiliano Fridegotto                 | Individual | 1369          | 12            | –                                     | –              | # Yongseon Cho   | 0:2              | eliminado                         | eliminado        | eliminado                           | eliminado | eliminado                          | eliminado               | eliminado        |
| Ildemaro Ruiz                           | Individual | 1414          | 3             | –                                     | –              | # Shogo Wada     | 2:0              | # Dan Maclelland                  | 2:1              | # Tobias Bording                    | 2:0       | # Youngseon Cho                    | 0:2                     | Medalla de plata |
| Massimiliano Fridegotto e Ildemaro Ruiz | Dobles     | –             | –             | # Osku Palermaa y Juhani Tonteri      | 869:833        | –                | –                | # Andrés Gómez y Óscar Rodríguez  | 905:903          | # Ricardo Lecuona y Arturo Quintero | 941:862   | # Dan Maclelland y Francois Lavoie | 935:972                 | Medalla de plata |
| Massimiliano Fridegotto e Ildemaro Ruiz | Dobles     | –             | –             | # Michael Mak y Siu Hong Wu           | 935:888        | –                | –                | # Andrés Gómez y Óscar Rodríguez  | 905:903          | # Ricardo Lecuona y Arturo Quintero | 941:862   | # Dan Maclelland y Francois Lavoie | 935:972                 | Medalla de plata |
| Massimiliano Fridegotto e Ildemaro Ruiz | Dobles     | –             | –             | # Jeffrey Van de Wakker y Johnny Spil | 743:873        | –                | –                | # Andrés Gómez y Óscar Rodríguez  | 905:903          | # Ricardo Lecuona y Arturo Quintero | 941:862   | # Dan Maclelland y Francois Lavoie | 935:972                 | Medalla de plata |

### Karate
| Varonil       |               |                  |     |                   |     |                    |     |                             |           |                    |           |                   |
| Antonio Díaz  | Kata          | # Ahmed Shawky   | 4:1 | # Bartosz Maczka  | 5:0 | # Vu Duc Minh Dack | 0:6 | # Damián Quintero Capdevila | 1:4       | # Vu Duc Minh Dack | 4:1       | Medalla de bronce |
| Andrés Madera | Kumite 67 kg. | # Steven Dacosta | 0:7 | # Deivis Ferreras | 1:2 | -                  | -   | eliminado                   | eliminado | eliminado          | eliminado | eliminado         |

### Levantamiento de potencia
| Femenil                       |             |               |               |               |               |               |                   |
| María Domínguez               | Peso Ligero | 187.5         | 150.0         | 162.5         | 500.0         | 623.40        | 5                 |
| Frankmary Elianny Duno Medina | Peso Ligero | 170.0         | 110.0         | 162.5         | 442.5         | 603.04        | 6                 |
| Yenifer Canelón               | Peso Pesado | 235.0         | 132.5         | 220.0         | 587.5         | 630.80        | Medalla de bronce |
| Edgimar Ruíz Moreno           | Peso Medio  | descalificada | descalificada | descalificada | descalificada | descalificada | descalificada     |

### Patinaje sobre ruedas

#### Pista
| Atleta        | Categoría                 | Clasificación | Clasificación | Cuartos de final | Cuartos de final | Semifinal    | Semifinal | Final         | Final      | Posición         |
| Atleta        | Categoría                 | Tiempo        | Posición      | Tiempo           | Posición         | Tiempo       | Posición  | Tiempo/Puntos | Posición   | Posición         |
| ------------- | ------------------------- | ------------- | ------------- | ---------------- | ---------------- | ------------ | --------- | ------------- | ---------- | ---------------- |
| Femenil       |                           |               |               |                  |                  |              |           |               |            |                  |
| Solimar Vivas | 300 m Contrarreloj        | 27,071 s      | 7             | –                | –                | –            | –         | 27,456 s      | 11         | 11               |
| Solimar Vivas | 500 m Sprint              | –             | –             | 44,947 s         | 4                | eliminada    | eliminada | eliminada     | eliminada  | eliminada        |
| Solimar Vivas | 1000 m Sprint             | –             | –             | 1:33,304 min     | 6                | eliminada    | eliminada | eliminada     | eliminada  | eliminada        |
| Varonil       |                           |               |               |                  |                  |              |           |               |            |                  |
| Jhoan Guzmán  | 300 m Contrarreloj        | 24,458 s      | 2             | –                | –                | –            | –         | 24,556 s      | 4          | 4                |
| Jhoan Guzmán  | 500 m Sprint              | –             | –             | 42,810 s         | 2                | 42,813 s     | 2         | 41,875 s      | 2          | Medalla de plata |
| Jhoan Guzmán  | 1000 m Sprint             | –             | –             | 1:22,661 min     | 2                | 1:22,396 min | 3         | 1:24,389 min  | 4          | 4                |
| Julio Mirena  | Carrera de puntos 10000 m | –             | –             | –                | –                | –            | –         | No terminó    | No terminó | No terminó       |
| Julio Mirena  | Eliminación 15000 m       | –             | –             | –                | –                | –            | –         | No terminó    | No terminó | No terminó       |

#### Calle
| Atleta        | Categoría                 | Clasificación | Clasificación | Cuartos de final | Cuartos de final | Semifinal | Semifinal | Final                        | Final                        | Posición                     |
| Atleta        | Categoría                 | Tiempo        | Posición      | Tiempo           | Posición         | Tiempo    | Posición  | Tiempo/Puntos                | Posición                     | Posición                     |
| ------------- | ------------------------- | ------------- | ------------- | ---------------- | ---------------- | --------- | --------- | ---------------------------- | ---------------------------- | ---------------------------- |
| Femenil       |                           |               |               |                  |                  |           |           |                              |                              |                              |
| Solimar Vivas | 200 m Contrarreloj        | 19,743 s      | 11            | –                | –                | –         | –         | 19,492 s                     | 10                           | 10                           |
| Solimar Vivas | 500 m Sprint              | 58,450 s      | 1             | 48,343 s         | 3                | eliminada | eliminada | eliminada                    | eliminada                    | eliminada                    |
| Varonil       |                           |               |               |                  |                  |           |           |                              |                              |                              |
| Jhoan Guzmán  | 200 m Contrarreloj        | 17,213 s      | 6             | –                | –                | –         | –         | 14,442 s                     | 10                           | 10                           |
| Jhoan Guzmán  | 500 m Sprint              | 44,530 s      | 1             | 43,144 s         | 2                | 42,047 s  | 2         | 42,405                       | 3                            | Medalla de bronce            |
| Julio Mirena  | Carrera de puntos 10000 m | –             | –             | –                | –                | –         | –         | 1 punto, no terminó          | 1 punto, no terminó          | 1 punto, no terminó          |
| Julio Mirena  | Eliminación 20000 m       | –             | –             | –                | –                | –         | –         | eliminado a los 9,614 metros | eliminado a los 9,614 metros | eliminado a los 9,614 metros |

### Sumo
| Varonil          |             |                        |                |                         |             |                |           |                 |           |           |           |                        |            |           |           |           |           |           |           |           |           |           |           |           |           |           |
| Óscar Hernández  | Peso ligero | Kostiantyn Bulatov #   | Uwatenage      | Badral Baasandorj #     | Yoritaoshi  | eliminado      | eliminado | eliminado       | eliminado | eliminado | eliminado | eliminado              | eliminado  | eliminado | eliminado | eliminado |           |           |           |           |           |           |           |           |           |           |
| Wlater Rivas     | Peso ligero | Michal Luto #          | Uwatedashinagi | Kiyoyuki Noguchi #      | Sakatottari | –              | –         | Colton Runyan # | Sukuinage | –         | –         | Usukhbayar Ochirkhuu # | Yoritaoshi | Eliminado | Eliminado | Eliminado | Eliminado | Eliminado | Eliminado | Eliminado | Eliminado | Eliminado | Eliminado | Eliminado | Eliminado | Eliminado |
| Femenil          |             |                        |                |                         |             |                |           |                 |           |           |           |                        |            |           |           |           |           |           |           |           |           |           |           |           |           |           |
| Euscaris Pereira | Peso ligero | Hui-Shan Hsiao #       | Yoritaoshi     | –                       | –           | Yuka Okutomi # | -         | Monika Skiba #  | Uwatenage | eliminada | eliminada | eliminada              | eliminada  | eliminada | eliminada | eliminada |           |           |           |           |           |           |           |           |           |           |
| Ofelia Barrios   | Peso medio  | Asano Ota #            | Oshidashi      | Kamonchanok Amnuaypol # | Yorikiri    | eliminada      | eliminada | eliminada       | eliminada | eliminada | eliminada | eliminada              | eliminada  | eliminada | eliminada | eliminada | eliminada | eliminada |           |           |           |           |           |           |           |           |
| Yaseny Castillo  | Peso medio  | Marina Rozum #         | Yorikiri       | eliminada               | eliminada   | eliminada      | eliminada | eliminada       | eliminada | eliminada | eliminada | eliminada              | eliminada  | eliminada | eliminada | eliminada | eliminada | eliminada |           |           |           |           |           |           |           |           |
| María Cedeno     | Peso pesado | Viparat Vituteerasan # | Yorikiri       | eliminada               | eliminada   | eliminada      | eliminada | eliminada       | eliminada | eliminada | eliminada | eliminada              | eliminada  | eliminada | eliminada | eliminada | eliminada | eliminada |           |           |           |           |           |           |           |           |

| Varonil          |              |                      |                |                       |             |                |           |                  |           |                        |            |                     |            |                  |             |           |           |                  |           |                |           |           |           |           |           |           |           |           |
| Óscar Hernández  | Peso abierto | –                    | –              | Takahiro Higuchi #    | Yorikiri    | Eliminado      | Eliminado | Eliminado        | Eliminado | Eliminado              | Eliminado  | Eliminado           | Eliminado  | Eliminado        | Eliminado   | Eliminado | Eliminado | Eliminado        | Eliminado | Eliminado      | Eliminado | Eliminado |           |           |           |           |           |           |
| Wlater Rivas     | Peso abierto | Kenna Heffernan #    | Hikiotoshi     | Eliminado             | Eliminado   | Eliminado      | Eliminado | Eliminado        | Eliminado | Eliminado              | Eliminado  | Eliminado           | Eliminado  | Eliminado        | Eliminado   | Eliminado | Eliminado | Eliminado        | Eliminado | Eliminado      | Eliminado | Eliminado |           |           |           |           |           |           |
| Femenil          |              |                      |                |                       |             |                |           |                  |           |                        |            |                     |            |                  |             |           |           |                  |           |                |           |           |           |           |           |           |           |           |
| Euscaris Pereira | Peso abierto | Mariia Drboian #     | Yorikiri       | -                     | -           | Yuka Okutomi # | Uwatenage | -                | -         | Vivien Sarkany #       | Yorikiri   | Eliminada           | Eliminada  | Eliminada        | Eliminada   | Eliminada | Eliminada | Eliminada        | Eliminada | Eliminada      | Eliminada | Eliminada | Eliminada | Eliminada | Eliminada | Eliminada | Eliminada | Eliminada |
| Ofelia Barrios   | Peso abierto | Magdalena Macios #   | Oshidashi      | -                     | -           | Erika Makai #  | Oshidashi | eliminada        | eliminada | eliminada              | eliminada  | eliminada           | eliminada  | eliminada        | eliminada   | eliminada | eliminada | eliminada        | eliminada | eliminada      | eliminada | eliminada | eliminada | eliminada | eliminada | eliminada | eliminada | eliminada |
| Yaseny Castillo  | Peso abierto | Otgon Munkhtsetseg # | Uwatedashinage | eliminada             | eliminada   | eliminada      | eliminada | eliminada        | eliminada | eliminada              | eliminada  | eliminada           | eliminada  | eliminada        | eliminada   | eliminada | eliminada | eliminada        | eliminada | eliminada      | eliminada | eliminada | eliminada | eliminada | eliminada | eliminada | eliminada | eliminada |
| María Cedeno     | Peso abierto | -                    | -              | Ekaterina Alekseeva # | Tsukitaoshi | -              | -         | Fruszina Forgo # | Oshidashi | Viparat Vituteerasan # | Hatakikomi | Ivanna Berezovska # | Yoritaoshi | Baast Bachimeg # | Tsukiotoshi | -         | -         | Mariia Drboian # | Kotenage  | Olga Davydko # | Oshidashi | 4         |           |           |           |           |           |           |